# Piaseczno (Sainte-Croix)
Pour les articles homonymes, voir Piaseczno (homonymie).
Piaseczno est une localité polonaise de la gmina de Łoniów, située dans le powiat de Sandomierz en voïvodie de Sainte-Croix.